# Согдійці

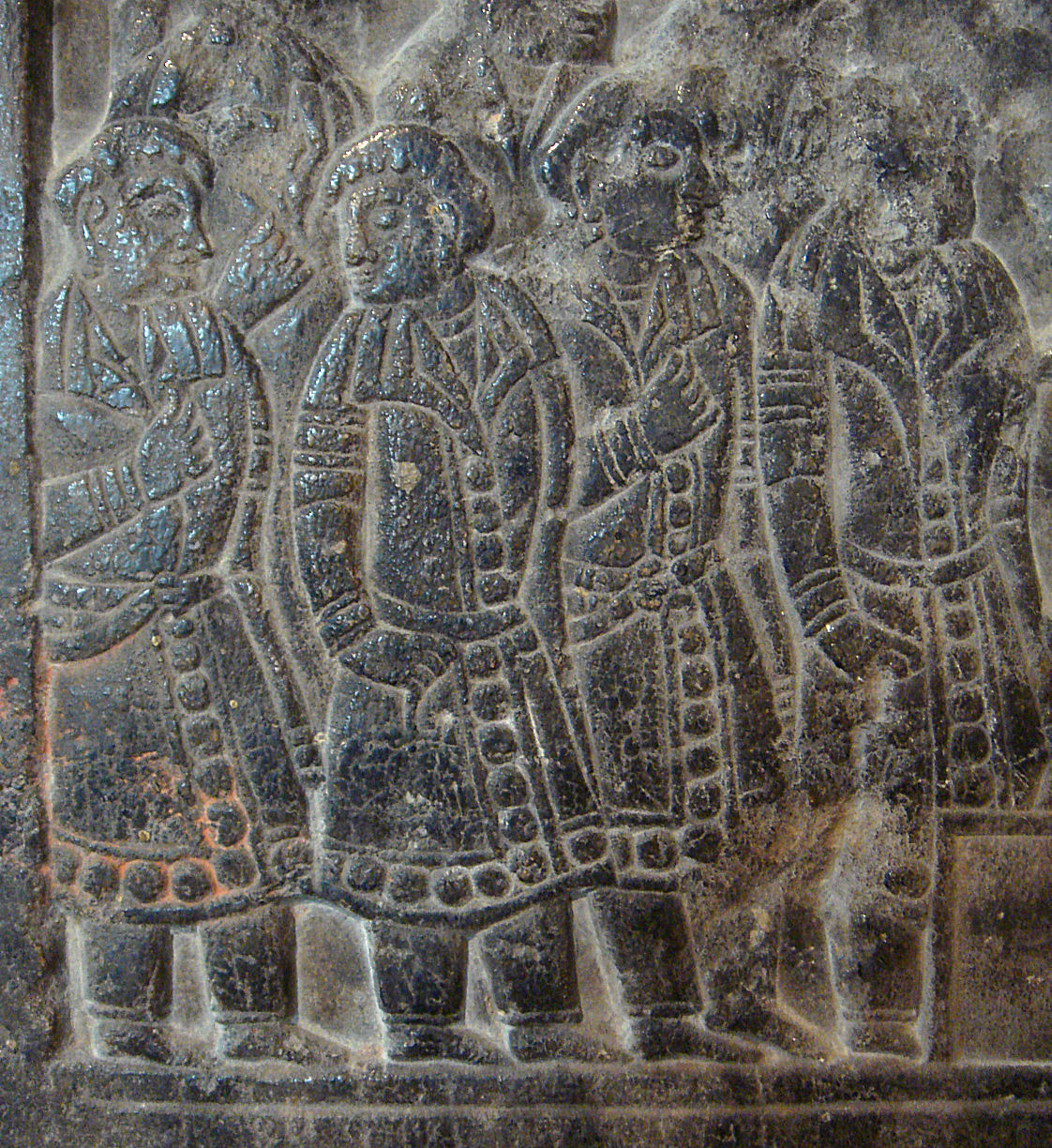
Согдійці, зображені на стелі. Північна Ци, 567/573 р

Согдійці — народ, що населяв територію Согдіани, розташованої в долині річки Зерафшан — від сучасної Бухари (Узбекистан) до Худжанда (Таджикистан). Разом з іншими туранськими племенами і народами согдійці були одними з предків узбеків. А разом з іншими історичними східно-іранськими народами, є одними з предків сучасних таджиків. За висловом радянського сходознавця Бартольда В. В., согдійців за їхнім торгівельно-культурним внеском в регіон можна назвати «фінікійцями Центральної Азії».
Согдійці говорили согдійською мовою іранської гілки мов, родичці бактрійської. Писемність була заснована на арамейському алфавіті (в'язь з напрямком письма справа наліво, причому більшість голосних на письмі не позначалося). Довгий час согдійська мова була міжнародною мовою від Каспію до Тибету. Її писемність стала основою для уйгурського, монгольського і манчжурського письма.
Пізніше согдійська мова була витіснена з території Согдіани арабською, класичною перською (і її таджицьким діалектом) і тюркськими мовами. Однак согдійська (новосогдійська) мова досі знаходиться в користуванні у нечисленної народності ягнобі (за різними оцінками від 2 до 12 тисяч людей) в Согдійській області Таджикистану і в околицях Душанбе.
Согдійці виконували торгівельно-посередницьку функцію між двома великими імперіями — Іраном і Китаєм.

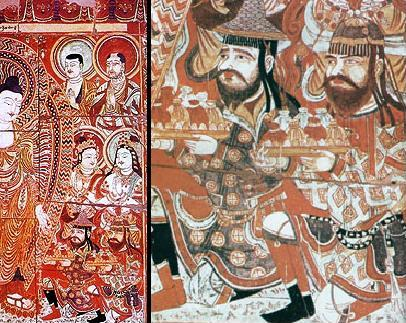
Согдійці приносять дари Будді. Фреска VIII ст. з Безеклика

Согдійці активно брали участь у торгівлі через Великий шовковий шлях, з його ж допомогою поширювався буддизм. Є відомості, що зброя з Согди (зокрема, кольчуги) експортувалися в Китай та інші країни.
Согдійців відрізняла терпимість до різних релігійних напрямів, представленим в їх суспільстві (буддизм, манихейство, несторіанство, зороастризм). Основними джерелами інформації про согдійців і їх мову є релігійні тексти, що дійшли до нашого часу.
У IV—VIII століттях согдійці домінували у торгівлі між сходом і заходом, їх торгові колонії були знайдені далеко за межами Согда, зокрема, на території сучасного східного Китаю. Согдійська мова використовувалася як лінгва франка на великому протязі Шовкового шляху і залишила сліди у вигляді запозиченої лексики в перській і ряді тюркських мов.
У 651 році араби поклали кінець правлінню Сасанідів у Персії, після чого рушили в Мавераннахр (Mā warā 'l-nahr, «заріччя»), як вони називали согдійські землі за Амударьєю. Согдійці довго чинили опір, але в 722 році були остаточно зломлені воїнами хорасанського еміра Саїда аль-Хараші. Вони обманом виманили останнього з согдійських правителів — Деваштича — з фортеці Муг, де той, сховавшись із залишками воїнів, вів запеклий опір. Згодом у регіоні відбувалися повстання проти арабських завойовників (зокрема, в 728—729 роках).

## Галерея

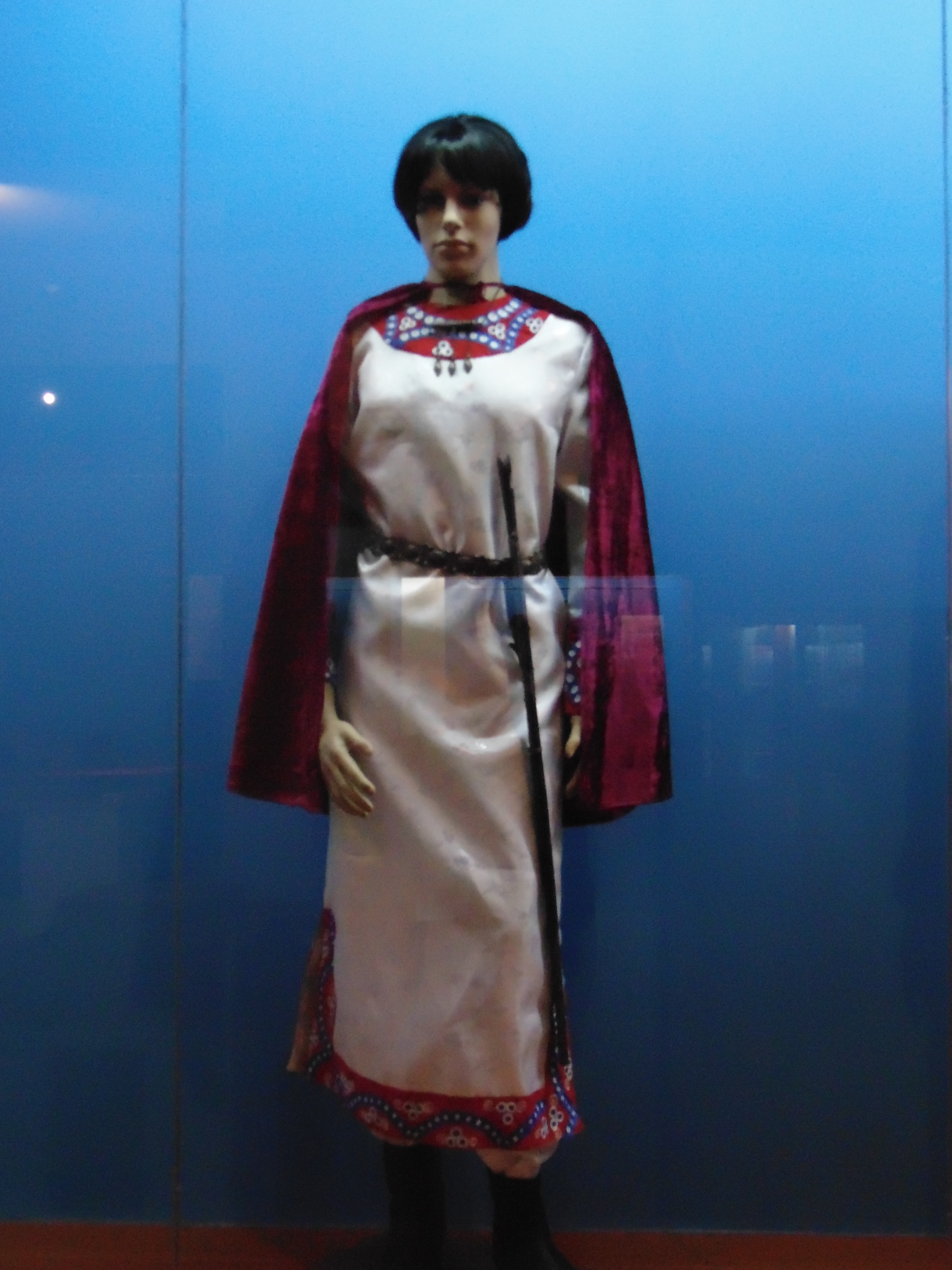
Согдійський чоловічий одяг Афрасіаб (Самарканд).
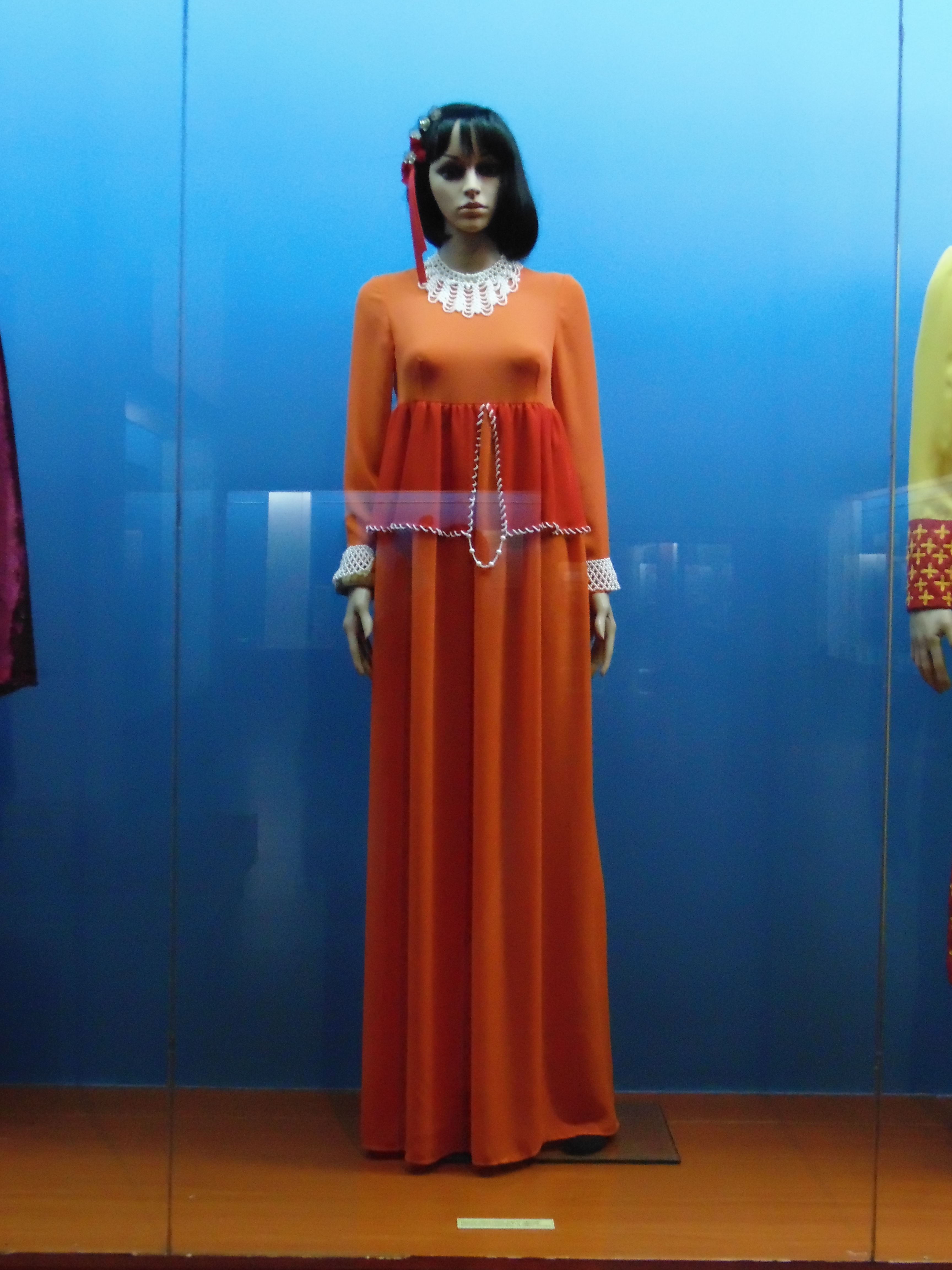
Согдійський жіночий одяг Афрасіаб (Самарканд).
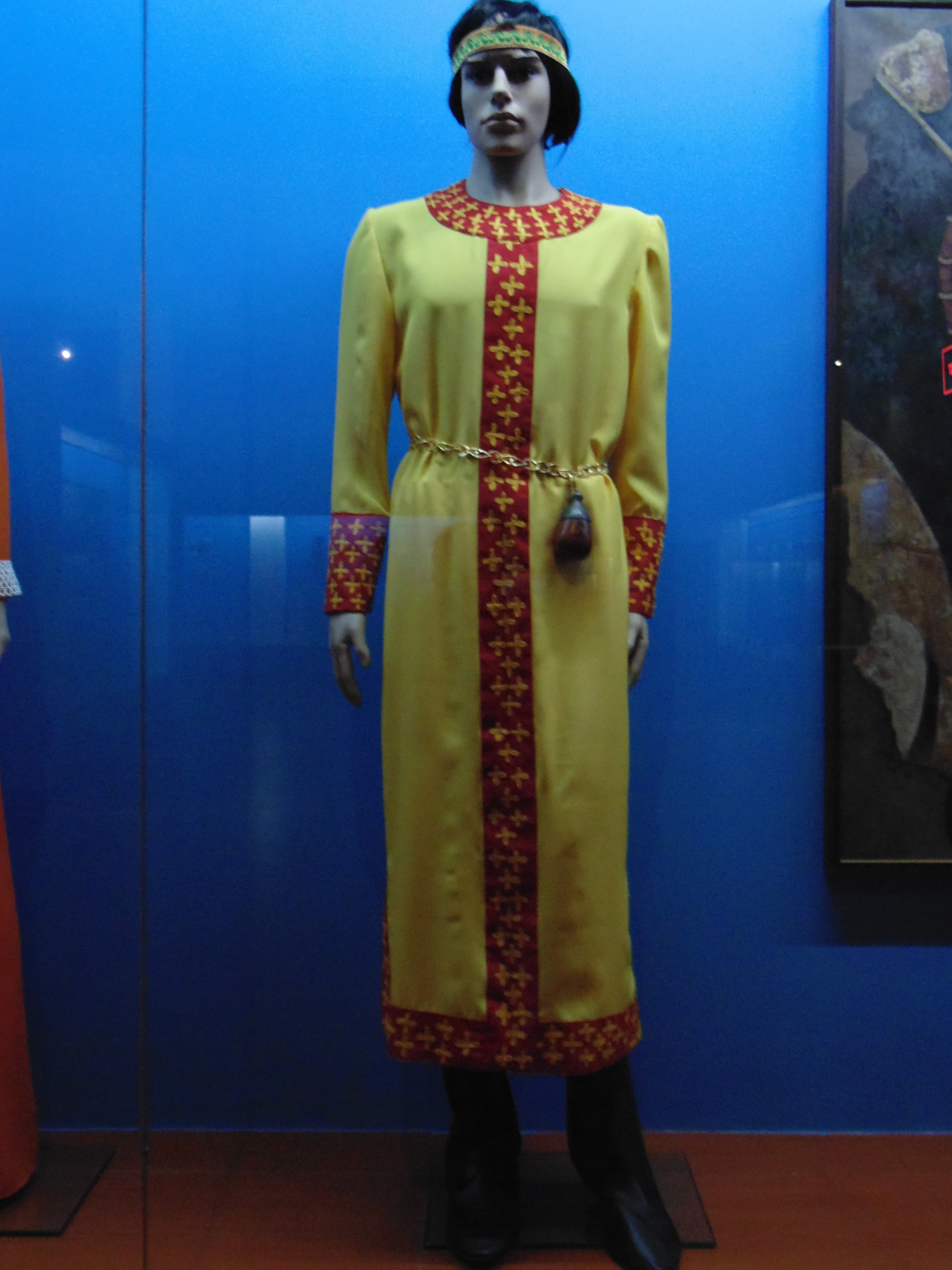
Согдійський чоловічий одяг Пенджікент (Таджикистан).